# Lingue moniche
Le lingue moniche sono gli idiomi tradizionali del popolo mon; fanno parte della famiglia mon khmer delle lingue austroasiatiche. Vengono parlate principalmente nella Birmania meridionale, ma vi sono diverse comunità mon anche in Thailandia.

## Suddivisione
Secondo quanto riporta Ethnologue, le lingue moniche sono due:
- lingua mon, la vera e propria lingua moderna del popolo mon, parlata nel 2004 da 743.000 persone in Birmania meridionale e nel 1984 da 108.000 in Thailandia.[2] In realtà non si può stabilire con precisione quanti parlano il mon, per la mancanza di un apposito censimento sia in Birmania che in Thailandia.[1] Il mon ha diversi dialetti che sono tra loro ampiamente intelligibili e che sono da Ethnologue raggruppati nel seguente modo:
  - Mon centrale, parlato principalmente a Martaban e Moulmein
  - Mon settentrionale, nella zona di Pegu
  - Mon meridionale, nella zona di Ye

Anche i dialetti del mon parlati in Thailandia si rifanno a questi tre gruppi. Problemi di comprensione tra mon stanziati in zone diverse nascono dall'inserimento di prestiti lessicali dal thai o dal birmano.
- lingua nyah kur, l'unico idioma delle lingue moniche meridionali.[3] Nel 2006, era parlata in Thailandia da 1.500 membri delle rare comunità di nyah kur, discendenti dei mon stanziati nei territori delle odierne Thailandia Centrale e Thailandia del Nordest sin dal I millennio, durante il cosiddetto periodo Dvaravati. La lingua degli nyah kur si basa sull'antica lingua mon di quel tempo ed è scarsamente intelligibile con il mon moderno.[4]